# Vladimirescu
Vladimirescu é uma comuna romena localizada no distrito de Arad, na região histórica da Transilvânia. A comuna possui uma área de 122.30 km² e sua população era de 11294 habitantes segundo o censo de 2007.